# ماركوس هوستيرر
ماركوس هوستيرر (بالألمانية: Markus Husterer)‏ (16 يونيو 1983 بإنغولشتات في ألمانيا - ) هو لاعب كرة قدم ألماني في مركز الدفاع. شارك مع منتخب ألمانيا تحت 19 سنة لكرة القدم. أما مع النوادي، فقد لعب مع آينتراخت براونشفايغ وآينتراخت فرانكفورت وإف إس في فرانكفورت وبايرن ميونخ الثاني وبايرن ميونخ وكيكرز أوفنباخ ونادي شتوتغارت.

## وصلات خارجية
- ماركوس هوستيرر على موقع قاعدة بيانات كرة القدم.إي يو (الإنجليزية)
- ماركوس هوستيرر على موقع بيانات كرة القدم. دي إي (الألمانية)
- ماركوس هوستيرر على موقع عالم كرة القدم.نت (الإنجليزية)